# Синхронное плавание на чемпионате мира по водным видам спорта 2022
Соревнования по синхронному плаванию в рамках чемпионата мира 2022 года по водным видам спорта прошли с 17 по 25 июня в городе Будапешт (Венгрия).
Было разыграно 10 комплектов наград.

## Расписание
Дано европейское время (UTC+2).
| Дата         | Время | Соревнование                                         |
| ------------ | ----- | ---------------------------------------------------- |
| 17 июня 2022 | 09:00 | Соло: техническая программа, квалификация            |
| 17 июня 2022 | 13:00 | Дуэт: техническая программа, квалификация            |
| 18 June 2022 | 10:00 | Комбинация: квалификация                             |
| 18 June 2022 | 13:00 | Смешанный дуэт: техническая программа, квалификация  |
| 18 June 2022 | 16:00 | Соло: техническая программа, финал                   |
| 19 June 2022 | 10:00 | Группа: техническая программа, квалификация          |
| 19 June 2022 | 16:00 | Дуэт: техническая программа, финал                   |
| 20 June 2022 | 09:00 | Соло: произвольная программа, квалификация           |
| 20 June 2022 | 14:00 | Смешанный дуэт: техническая программа, финал         |
| 20 June 2022 | 16:00 | Комбинация: финал                                    |
| 21 June 2022 | 09:00 | Дуэт: произвольная программа, квалификация           |
| 21 June 2022 | 16:00 | Группа: техническая программа, финал                 |
| 22 June 2022 | 10:00 | Группа: произвольная программа, квалификация         |
| 22 June 2022 | 16:00 | Соло: произвольная программа, финал                  |
| 23 June 2022 | 10:00 | Highlight, квалификация                              |
| 23 June 2022 | 16:00 | Дуэт: произвольная программа, финал                  |
| 24 June 2022 | 10:00 | Смешанный дуэт: произвольная программа, квалификация |
| 24 June 2022 | 16:00 | Группа: произвольная программа, финал                |
| 25 June 2022 | 13:30 | Смешанный дуэт: произвольная программа, финал        |
| 25 June 2022 | 15:00 | Highlight, финал                                     |

## Медалисты
| Дисциплина                                  | Золото                                        | Серебро                                           | Бронза                                                    |
| Соло, техническая программа Протокол        | Юкико Инуи Япония                             | Марта Федина Украина                              | Евангелия Платаниоти Греция                               |
| Соло, произвольная программа Протокол       | Юкико Инуи Япония                             | Марта Федина Украина                              | Евангелия Платаниоти Греция                               |
| Дуэт, техническая программа Протокол        | Китай · Ван Люи · Ван Цяньи                   | Украина · Марина Алексеева · Владислава Алексеева | Австрия · Анна-Мария Александри · Эйрини-Мария Александри |
| Дуэт, произвольная программа Протокол       | Китай · Ван Люи · Ван Цяньи                   | Украина · Марина Алексеева · Владислава Алексеева | Австрия · Анна-Мария Александри · Эйрини-Мария Александри |
| Микст, техническая программа Протокол       | Италия · Джорджо Минисини · Лукреция Руджерио | Япония · Томока Сато · Ётаро Сато                 | Китай · Ши Хаоюй · Чжан Ияо                               |
| Микст, произвольная программа Протокол      | Италия · Джорджо Минисини · Лукреция Руджерио | Япония · Томока Сато · Ётаро Сато                 | Китай · Ши Хаоюй · Чжан Ияо                               |
| Группы, техническая программа Протокол      | Китай                                         | Япония                                            | Италия                                                    |
| Группы, произвольная программа Протокол     | Китай                                         | Украина                                           | Япония                                                    |
| Группы, хайлайт Протокол                    | Украина                                       | Италия                                            | Испания                                                   |
| Комбинация, произвольная программа Протокол | Украина                                       | Япония                                            | Италия                                                    |

## Медальный зачёт
*   Принимающая страна (Венгрия)
| Место          | Страна         | Золото | Серебро | Бронза | Всего |
| -------------- | -------------- | ------ | ------- | ------ | ----- |
| 1              | Китай          | 4      | 0       | 2      | 6     |
| 2              | Украина        | 2      | 5       | 0      | 7     |
| 3              | Япония         | 2      | 4       | 1      | 7     |
| 4              | Италия         | 2      | 1       | 2      | 5     |
| 5              | Австрия        | 0      | 0       | 2      | 2     |
| 5              | Греция         | 0      | 0       | 2      | 2     |
| 7              | Испания        | 0      | 0       | 1      | 1     |
| 8              | Венгрия*       | 0      | 0       | 0      | 0     |
| Всего стран: 8 | Всего стран: 8 | 10     | 10      | 10     | 30    |